# Union générale des travailleurs d'Afrique noire
L' Union générale des travailleurs d'Afrique noire, abrégé en UGTAN, est une organisation syndicale dirigée par Sékou Touré,  créée en 1957 et dissoute en 1960.

## Histoire

### Fondation
L'UGTAN est créée à la suite du congrès de Cotonou tenu du 16 au 19 janvier 1957, par la fusion de la Confédération générale des travailleurs africains (CGTA), les branches ouest-africaines de la CGT et quelques syndicats indépendants. Le congrès répondait à l'appel de la Fédération des cheminots de l'AOF pour construire une force syndicale unie et indépendante en Afrique. Le congrès s'est prononcé en faveur de la création d'antennes de l'UGTAN en Afrique de l'Ouest. Par opposition au colonialisme, l'UGTAN s'écarte des unions syndicales françaises.
La Confédération africaine des travailleurs croyants (CACT) participe au congrès mais s'abstient de voter pour l'élection d'une direction provisoire, par souhait d'attendre de connaître l'avis de ses membres sur l'adhésion à l'UGTAN. Elle décide finalement de ne pas la rejoindre, souhaitant rester une organisation apolitique. Les syndicats de l'Afrique-Équatoriale française, lié à la Fédération syndicale mondiale pro-soviétique, refusèrent également d'y adhérer. La CGTK, affiliée à la FSM, lança la Confédération générale aéfienne du travail (CGAT). Les dirigeants soviétiques condamnent l'UGTAN comme une entité petite-bourgeoise et raciste.

### La conférence de Bamako et la loi cadre
À ses débuts, les comités de l'UGTAN sont dominés par des militants issus de la CGT, avec Abdoulaye Diallo comme secrétaire général. Cependant, leur influence se voit rapidement dépassée par les fonctionnaires de l'ancienne CGTA de Sékou Touré
. Les cadres se réunissent en mars 1958 alors que l'organisation affronte de nombreuses difficultés internes. Outre ses problèmes de gestion, la loi-cadre Defferre, accordant davantage d'autonomie aux colonies, autorise des leaders syndicaux à occuper des charges publiques, ce qui provoque une confusion entre ceux qui représentent le gouvernement et ceux qui défendent les intérêts syndicaux. Après 1957, les dirigeants de l'UGTAN devinrent ministres du travail ou de la fonction publique dans sept des neuf territoires de l'Afrique occidentale française, comme Abdoulaye Diallo au Soudan français.

### Le référendum de 1958
Lors du second congrès, tenu les 10 et 11 septembre 1958, il est décidé que le syndicat fasse campagne pour le non à propos du référendum de 1958, statuant entre autres sur le souhait des colonies de rejoindre la Communauté française L'Union syndicale des travailleurs de Guinée, la branche guinéenne de l'UGTAN, est l'un des piliers des partisans du « non » en Guinée. Cependant, de nombreuses sections de l'UGTAN ne respectent pas la résolution du Congrès et suivent la ligne des partis politiques favorables au « oui », comme la section ivoirienneLa position de l'Union progressiste sénégalaise divise la section sénégalaise de l’UGTAN et une nouvelle organisation, l'UGTAN-Autonome, est fondée sous la direction d'Abbas Guèye
L'UGTAN participe à la Conférence des peuples africains (en) organisée en décembre 1958 à Accra et se prononce en faveur de l'Union des États africains. 

### Congrès de l'UGTAN
Un congrès général est tenu à Conakry du 15 au 19 janvier 1959Dans son rapport, Sékou Touré souligne trois points : l'indépendance de l'Afrique, les contributions politiques du mouvement syndical et les relations internationales. Des délégations de la CGT française,  de la Fédération des syndicats de Chine, de l'American Federation of Labour et des confédérations syndicales nationales du Ghana, du Maroc, d'Algérie et de Tunisie participent à l'événement. Le congrès élit Sékou Touré comme président de l'UGTAN et John Tettegah, du Ghana Trades Union Congress, comme vice-président.

### Scissions
En 1959, la section sénégalaise se divise à nouveau quand le secrétaire général de l'UGTAN Alioune Cissé part et fonde l'UGTAN-unitaire. L'aile loyaliste, connue sous le nom de l'UGTAN-orthodoxe, est dirigée par Seydou Diallo. D'autres scissions surviennent, comme en mars 1959, où 17 syndicats nigériens quittent l'UGTAN et fondent l'UGTAN-Autonome au Niger

### Suppression
L'UGTAN entre en conflit avec plusieurs gouvernements. Au Niger, au Dahomey et en Haute-Volta, les autorités souhaitent mettre fin à l'organisation. Au Niger, le cadre syndical et ancien ministre du travail Saloum Traoré est exilé. En Côte-d'Ivoire, les tensions entre les mouvements syndicaux (UGTAN et CATC) et Félix Houphouët-Boigny s'exacerbent et le gouvernement souhaite mettre en place un syndicat jaune dans le secteur public. Le conflit s'accentue dans la seconde moitié de 1959 et le dirigeant de la section ivoirienne, Yao N'go Blaise, est exilé en Guinée. L'UGTAN appelle à la grève, sans succès, tandis qu'est déclarée la loi martiale. De nombreux leaders syndicaux sont arrêtés et beaucoup d'employés perdent leur emploi,. Au Sénégal, la branche UGTAN orthodoxe est interdite le 25 novembre 1960, Plusieurs dirigeants sont emprisonnés. Des rescapés de l'UGTAN forment l'Union sénégalaise des travailleurs en 1962.